# Huevos rancheros
Huevos rancheros (översatt ranchägarens ägg) är en mexikansk äggrätt som vanligen serveras till frukost eller lunch. Rätten består av tortilla, ägg, bönor, och ibland någon typ av kött. Allt täcks därefter av en tomatsås som ofta är uppkryddad med chili.

## Varianter

### Grund
Den enklaste varianten av Huevos rancheros innehåller tortilla, ägg och tomatsås med chili. Äggen kan tillagas på olika sätt för att dels hantera hettan från chilin, dels skapa textur till såsen.

### Huevos Divorciados
En annan vanlig variant är Huevos divorciados (översatt: Skilda ägg) som likt många andra varianter av huevos rancheros består av två ägg. Skillnaden är dock att det ena ägget inte toppas av tomatsås, utan av en annan sås (vanligen salsa verde). De två äggen skiljs av bönor.

### Huevos Ahogados
Huevos ahogados (översatt: Dränkta ägg) är pocherade ägg som ligger tillsammans med tomatsås (ofta tomatsalsa). Denna variation kan liknas vid den nordafrikanska och mellanöstern rätten Shakshouka.

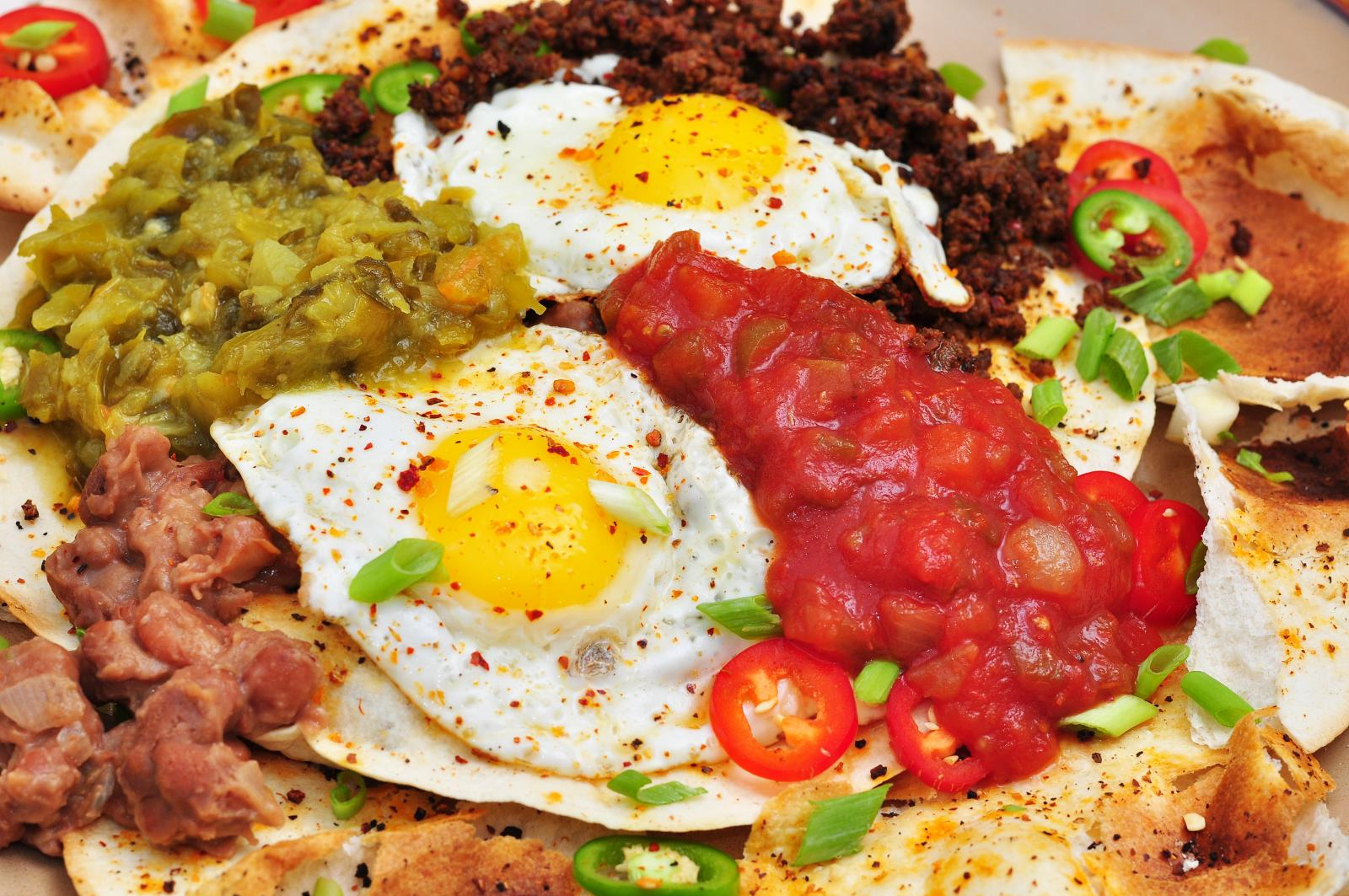
Variant av Huevos rancheros.

### Amerikanska varianter
Rätten blev extra populär i amerikanska delstater som gränsar till Mexiko, och har senare spridits till resten av USA och följaktligen världen. Varianter i USA inkluderar rostat bröd istället för tortilla, tillägg av gräddfil, crème fraiche, ost, eller sallad.